# Fritz Hesse (Politiker, 1903)
Fritz Hesse (* 30. Mai 1903 in Triebes; † 3. Januar 1971 Wolfsburg) war ein deutscher Politiker (SPD) und Abgeordneter des Niedersächsischen Landtages.

## Leben
Hesse besuchte die Volks- und dann die Fortbildungsschule. Mitglied der IG Metall war er seit 1921 und Mitglied der SPD seit 1923. Von 1930 bis 1931 lebte er als Auswanderer in Kanada. Seit 1939 war er im Volkswagenwerk Wolfsburg als Einrichter und Sozialsachbearbeiter beschäftigt. Von 1942 bis 1945 leistet er Wehrdienst als Gefreiter bei einer Infanterie- und Panzerdivision in Holland, Frankreich, Italien und in Russland. Nach dem Zweiten Weltkrieg war er mehrere Jahre Betriebsrat. Er war Autor zweier Wolfsburger Heimatbücher, Mitbegründer des Heimatmuseums, aus dem das heutige Stadtmuseum Schloss Wolfsburg hervorging, des Kulturringes und des Verkehrsvereins sowie Vizepräsident des Kneipp-Bundes.

## Politik
Ab 1947 war er als Ratsherr der Stadt Wolfsburg politisch tätig und hier von 1952 bis 1954 stellvertretender Oberbürgermeister. Er war Mitglied des Niedersächsischen Landtages der 3. bis 5. Wahlperiode vom 6. Mai 1955 bis zum 5. Juni 1967. 

## Schriften
- Entdeckungsfahrten in der neuen Heimat. Rund um Wolfsburg, Fallersleben, Gifhorn Vorsfelde. Verkehrsverein Wolfsburg, Wolfsburg 1949.
- Wolfsburg. Gestern und heute. Wolfsburg, 1. Auflage 1949, 2. Auflage 1968.